# Manjrekar James
Manjrekar James (* 5. August 1993 in Roseau) ist ein dominicanisch-kanadischer Fußballspieler. Der Abwehrspieler, der auch im Mittelfeld einsetzbar ist, spielt seit 2014 für den ungarischen Erstligisten Pécsi Mecsek FC.

## Spielerkarriere

### Jugend
James wurde auf der Karibikinsel Dominica geboren. Seine Eltern stammen von dort. Im Alter von neun Jahren siedelte er mit seiner Familie nach North York, Ontario um. Dort schloss er sich dem lokalen Fußballklub North York Azzuri Youth Soccer Club an.
Mit 16 Jahren spielte er beim Sigma FC mit, die damals noch in der Ontario Soccer League spielten. Zwei Jahre später absolvierte er Probetrainings bei RCD Mallorca und dem SC Paderborn 07. Eine Verpflichtung durch die Spanier scheiterte an den Einreisebedingungen Spaniens.
Im April 2013 wechselte er in die Jugend- und Reserveabteilung des ungarischen Fußballklubs Pécsi Mecsek FC.

### Pécsi Mecsek FC
Sein erstes Spiel als Fußballprofi absolvierte James am 18. März 2014 in einem Ligakupa-Spiel gegen den Videoton FC. Am 18. Oktober 2014 gab er dann sein Debüt in der Liga.

### Nationalmannschaft
Im Dezember 2011 nahm der an einem Trainingslager der kanadischen U-18-Nationalmannschaft teil. 2012 und 2013 absolvierte er mehrere Sichtungslehrgänge der U-20-Nationalmannschaft und war im kanadischen Kader bei der CONCACAF U-20-Meisterschaft 2013 in Mexiko. Dort absolvierte er ein Spiel. Im Spiel gegen die USA erhielt eine Rote Karte.
In die Kanadische Fußballnationalmannschaft wurde er zum ersten Mal im Mai 2014 berufen. Seine zweite Berufung war im Januar 2015. Er gab sein Debüt am 16. Januar 2015 in einem Freundschaftsspiel gegen Island.